# مقاطعة بهاروش

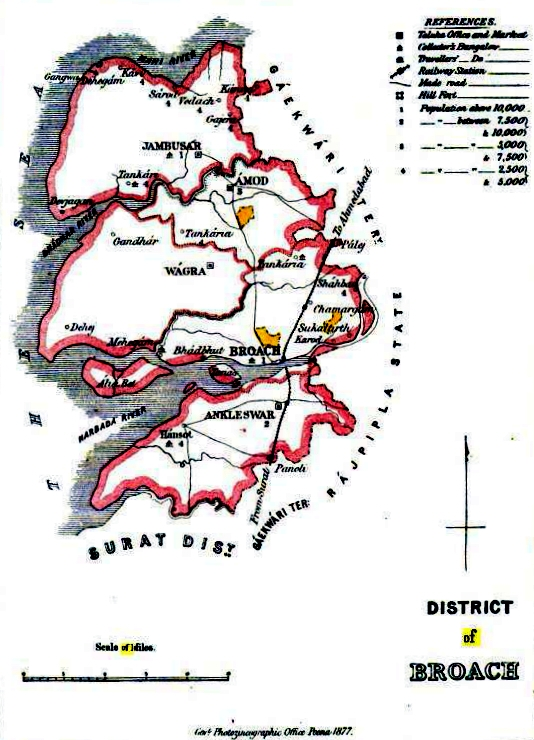
خريطة مقاطعة بروش أو بهاروش، رئاسة بومباي، الهند البريطانية، 1877

بهاروش (المعروفة سابقًا باسم بروش) في الهند، هي منطقة تقع في الأجزاء الجنوبية من ولاية كجرات، ويماثل حجمها وعدد سكانها حجم بوسطن الكبرى. تستمد بهاروش اسمها من الحكيم الهندوسي الشهير بهريغو. الاسم التاريخي لـ بهاروش هو "Bhrigukachchha". وقد ذكرت الأساطير أنّ الأسطوري بريغو ريشي هو أحد أبناء براهما العشرة، أحد آلهة الخلق في الهندوسية. هناك أيضًا قصة تشير إلى أن بهريغو وأقاربه طلبوا الوصول مؤقتًا إلى بهاروش التي قيل إنها تنتمي إلى لاكشمي حيث تقع مقاطعة بهاروش على ضفاف نهر نرمادة المعروف أيضًا باسم نهر رودرا ديها. ويصب نهر نارمادة في خليج كمبات عبر أراضيه، وقد أتاح شريان الشحن هذا الوصول الداخلي إلى الممالك والإمبراطوريات الواقعة في الأجزاء الوسطى والشمالية من شبه القارة الهندية.